# 岡山駅突き落とし事件

岡山駅突き落とし事件（おかやまえきつきおとしじけん）とは2008年（平成20年）3月25日に西日本旅客鉄道（JR西日本）岡山駅で発生した殺人事件。

## 概要
2008年（平成20年）3月25日、岡山県岡山市（現在の岡山市北区）のJR西日本・岡山駅のホームで大阪府に住む19歳少年が、帰宅途中の岡山県職員の38歳男性を線路に突き落とした。38歳男性は電車にはねられ、翌3月26日に死亡した。事件直後に鉄道警察隊が駆けつけた時に少年が犯行を認めたため逮捕された。また、JR西日本は、発生直後から当駅を通る列車の運転を見合せることになった。
少年は事件当日朝に家出していたため、両親が同日夜に大阪府四条畷警察署に家出人捜索願を出していた。また少年は、「ホーム下に人を落とせば、電車にはねられて死ぬ。人を殺せば刑務所に行ける。誰でもよかった」と供述した。また刃渡り約12センチの果物ナイフを所持していた。
少年は大阪府池田市内の高校に進学。高校時代の少年は成績優秀で、学校推薦で国立大学進学を希望していたが、家庭が学費を払えないことから進学を断念せざるを得なかった。家庭は阪神・淡路大震災で家を失っていた罹災者であり、父は大工であったが不況で大工の仕事が減り、約6年前に派遣社員になった。しかし、15歳上の少年の兄は私立大を卒業しており、少年は進学をあきらめきれず、高校卒業後に自力でお金をためようとしたが勉強時間を確保できるようなバイトが見つからなかった。
少年の家族環境は、実父とは親子というよりも友達のような人間関係だったが、実父からの「好きなところに行って鍛えろ」と突き放すような一言が、少年を「殺人しかない」と追い込む絶望的な心境に追い詰めた。
事件後に謝罪会見にのぞんだ加害者の父親がジーパン姿に運動靴であったことでこの点について非難する声もあった。少年が県警の調べに「経済的な理由で大学進学をあきらめたことが家出の原因の一つ」と供述している事に、少年の父は「奨学金を探すなど親としてもっと手を尽くしてやればよかった」と後悔の念を語った。
岡山地方検察庁による簡易精神鑑定では広汎性発達障害と診断された。

## 少年の処遇
2008年（平成20年）5月8日、大阪家裁（小島正夫裁判官）で第1回審判が開かれ、大阪家裁は少年の精神鑑定の実施を決めた。精神鑑定にあたって付添人弁護士が「事件解明のため必要」として本格的な鑑定を求めていた。この審判には少年本人と両親、付添人弁護士のほか、男性の母と姉が出席。少年は非行事実を認めたうえで事件の動機について「人を殺せば刑務所に行けると思った」と述べた。また、現在の心境については「大変なことをしてしまい、後悔している」と語った。遺族の意見陳述が終わると少年は「申し訳ありません」と頭を下げて涙を流し、謝罪の言葉を述べた。
2008年（平成20年）9月25日、大阪家裁で第2回少年審判が開かれ、少年を検察官送致とする決定を出した。この決定により、少年は刑事裁判で審理されることとなった。
決定理由では、犯行結果について「被害者は少年と縁もゆかりもなく、理不尽な凶行で命を奪われた。誰もが容易に被害者となり得る犯行は社会に衝撃を与えた」と述べ、結果の重大性を指摘。
また、刑事責任能力に関しては約4ヶ月にわたる本格的な精神鑑定で「広汎性発達障害」と診断されたことを踏まえ、「刑務所に入る方法として殺人を着想し、こだわり続けた特性が強く作用した犯行だが、刑事責任能力は認められる」と指摘。
さらに、情状面に関して少年が反省を深めつつあることなどの事情を考慮しても、「16歳以上の少年が故意に被害者を死亡させた場合、原則として検察官送致にする」と定めた改正少年法（2001年施行）に照らし、「例外的な事件と認めることはできない」と結論づけた。
少年の刑事裁判にあたって公判前整理手続が行われ、主な争点は刑事責任能力の程度や情状面に絞られた。
2009年（平成21年）6月17日、岡山地裁は、少年に対して懲役5年以上10年以下の不定期刑を言い渡した。佐賀少年刑務所に収容された。